# Rummersdijkpolder
De Rummersdijkpolder is een polder ten noordwesten van Hengstdijk, behorend tot de Polders van Hontenisse en Ossenisse.
Reeds vóór 1200 werd deze polder ingedijkt door de monniken van de Abdij Ten Duinen. De polder meet 114 ha en ligt ten noorden en oosten van de Oude Haven, de vroegere Saxvliet die ooit toegang bood tot de haven van Hulst en nu een uitwateringskanaal is.
In de polder bevindt zich de buurtschap Kampen.
Op 7 maart 1953 is deze polder nog overstroomd tijdens de Watersnood van 1953 ten gevolge van het overlopen van het uitwateringskanaal. De polder kent echter geen zeewerende dijken.